# Dolný tok Torysy
Dolný tok Torysy este o arie protejată (arie specială de conservare — SAC, sit de importanță comunitară — SCI) din Slovacia întinsă pe o suprafață de 258,07 ha, integral pe uscat.

## Localizare
Centrul sitului Dolný tok Torysy este situat la coordonatele 48°51′32″N 21°16′10″E / 48.858925°N 21.269425°E.

## Înființare
Situl Dolný tok Torysy a fost declarat sit de importanță comunitară în decembrie 2021.

## Biodiversitate
Situată în ecoregiunile alpină și panonică, aria protejată conține 1 habitat natural: Păduri aluvionare cu Alnus glutinosa și Fraxinus excelsior (Alno-Padion, Alnion incanae, Salicion albae).
La baza desemnării sitului se află mai multe specii protejate de  pești (5): Barbus meridionalis, zvârluga (Cobitis taenia), porcușor de nisip (Romanogobio kesslerii), porcușor de vad (Romanogobio uranoscopus), câră (Sabanejewia balcanica).